# قبطيس
القُبطيس (الاسم العلمي: Coptis) هو جنس من النباتات يتبع فصيلة الحوذانية من الرتبة الحوذانيات.

## أنواع القبطيس
- قبطيس صيني